# Jannik Hastrup
Jannik Hastrup est un réalisateur, producteur, scénariste, monteur et directeur de la photographie danois né le 4 mai 1941 à Næstved (Danemark).

## Biographie
En 2016, il est récompensé du Prix Klingsor (pour l'ensemble de son œuvre) à la Biennale d'animation de Bratislava (BAB).

## Filmographie

### Réalisateur
- 1964 : Sandheden
- 1964 : Concerto erotico
- 1965 : Masker
- 1966 : Hvordan man opdrager sine forældre (série TV)
- 1966 : Slambert
- 1966 : Elverskud
- 1967 : Kun en drengestreg
- 1967 : Generalen
- 1968 : Cirkeline VI - Zigeunerne
- 1968 : Cirkeline V - Den fremmede
- 1968 : Cirkeline IV - Sofus på flyvetur
- 1968 : Cirkeline II - På med vanten
- 1968 : Cirkeline III - 2 + 2 = 5
- 1968 : Cirkeline I - Åh, sik'en dejlig fødselsdag
- 1969 : Drengen og månen
- 1970 : Cirkeline X - Kanon-fotograf Fredrik
- 1970 : Cirkeline XI - Højt fra træets grønne top
- 1970 : Cirkeline VIII - Klodsmus
- 1970 : Cirkeline VII - Cirkeline på ferie
- 1970 : Cirkeline IX - Månen er en gul ost
- 1971 : Bennys badekar
- 1978 : Trællene
- 1979 : Trællenes oprør
- 1980 : Trællenes børn
- 1984 : Le Secret de Moby Dick (Samson og Sally)
- 1987 : Strit og Stumme
- 1990 : Oliver et Olivia (Fuglekrigen i Kanøfleskoven)
- 1992 : Det er bare os høns
- 1995 : Aberne og det hemmelige våben
- 1996 : Tango Jalousie
- 1998 : L'Ombre d'Andersen (H.C. Andersen og den skæve skygge)
- 1998 : Cirkeline: Storbyens mus
- 2000 : Cirkeline 2: Ost og kærlighed
- 2002 : L'Enfant qui voulait être un ours (Drengen der ville gøre det umulige)
- 2004 : Cirkeline og Verdens mindste superhelt
- 2007 : Les Deux Moustiques (Cykelmyggen og Dansemyggen)
- 2014 : Mini et les Voleurs de miel (Cykelmyggen og Minibillen)

### Producteur
- 1964 : Concerto erotico
- 1966 : Elverskud
- 1968 : Cirkeline VI - Zigeunerne
- 1968 : Cirkeline V - Den fremmede
- 1968 : Cirkeline IV - Sofus på flyvetur
- 1968 : Cirkeline II - På med vanten
- 1968 : Cirkeline III - 2 + 2 = 5
- 1968 : Cirkeline I - Åh, sik'en dejlig fødselsdag
- 1970 : Cirkeline X - Kanon-fotograf Fredrik
- 1970 : Cirkeline XI - Højt fra træets grønne top
- 1970 : Cirkeline VIII - Klodsmus
- 1970 : Cirkeline VII - Cirkeline på ferie
- 1970 : Cirkeline IX - Månen er en gul ost
- 1992 : Det er bare os høns

### Scénariste
- 1964 : Concerto erotico
- 1966 : Slambert
- 1978 : Trællene
- 1979 : Trællenes oprør
- 1980 : Trællenes børn
- 1984 : Le Secret de Moby Dick (Samson og Sally)
- 1987 : Strit og Stumme
- 1990 : Oliver et Olivia (Fuglekrigen i Kanøfleskoven)
- 1992 : Det er bare os høns
- 1998 : L'Ombre d'Andersen (H.C. Andersen og den skæve skygge)
- 2000 : Cirkeline 2: Ost og kærlighed

### Monteur
- 1964 : Concerto erotico
- 1967 : It Don't Mean a Thing

### Directeur de la photographie
- 1964 : Concerto erotico

### Comme compositeur
- 1964 : Concerto erotico

## Prix et distinctions
- 2016 :  Prix Klingsor (pour l'ensemble de son œuvre) à la Biennale d'animation de Bratislava (BAB)[1]